# Mirkovac (Chorwacja)
Mirkovac – wieś w Chorwacji, w żupanii osijecko-barańskiej, w gminie Kneževi Vinogradi. W 2011 roku liczyła 108 mieszkańców.